# Mila Doce
Mila Doce est une census-designated place située dans le comté de Hidalgo, dans l’État du Texas, aux États-Unis. Sa population s’élevait à 6 222 habitants lors du recensement de 2010.